# Iotasperma sessilifolia
Iotasperma sessilifolia là một loài thực vật có hoa trong họ Cúc. Loài này được (F.Muell.) G.L.Nesom mô tả khoa học đầu tiên năm 1994.